# Dorfkirche Klein Schwechten

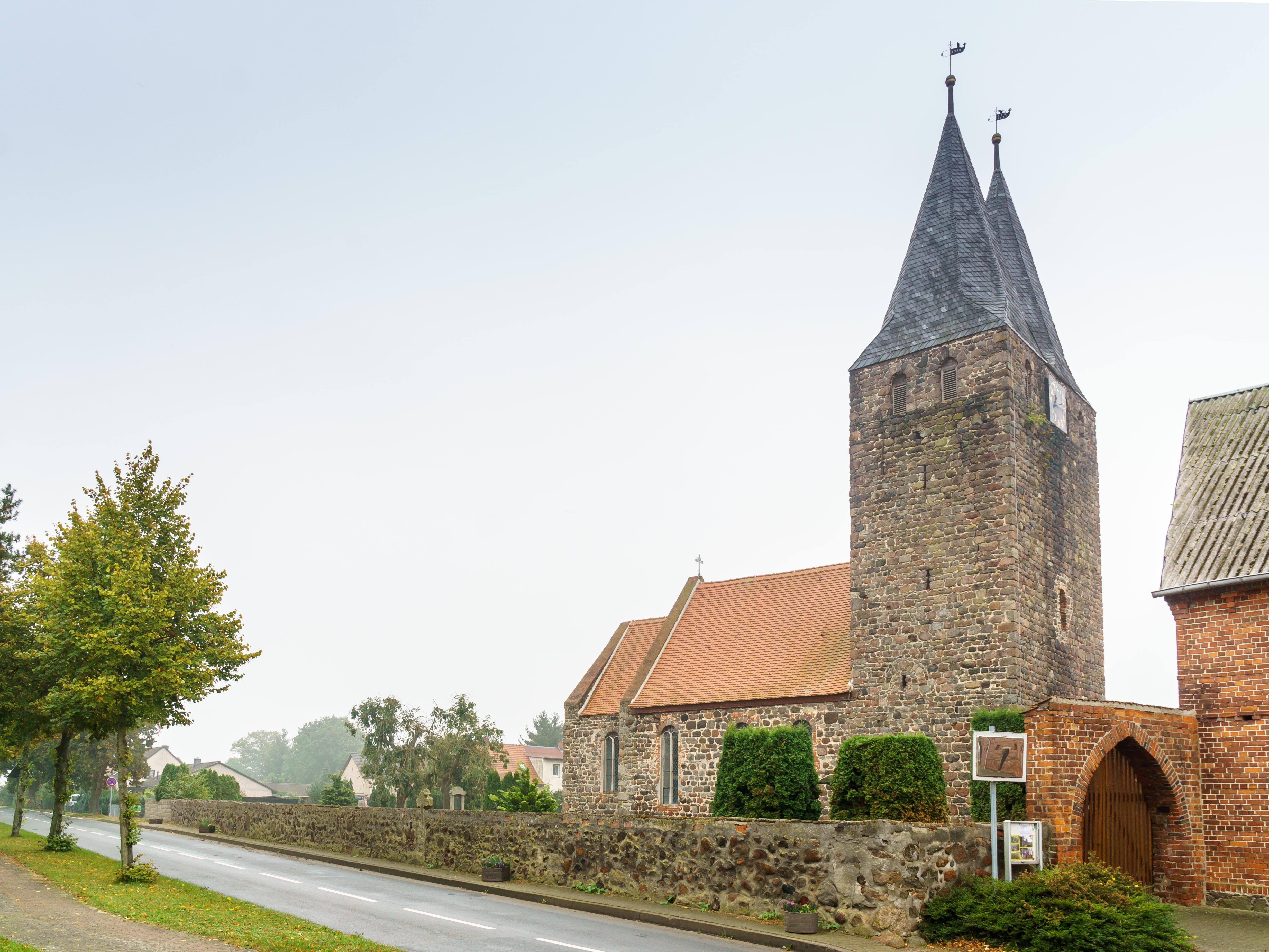
Dorfkirche Klein Schwechten

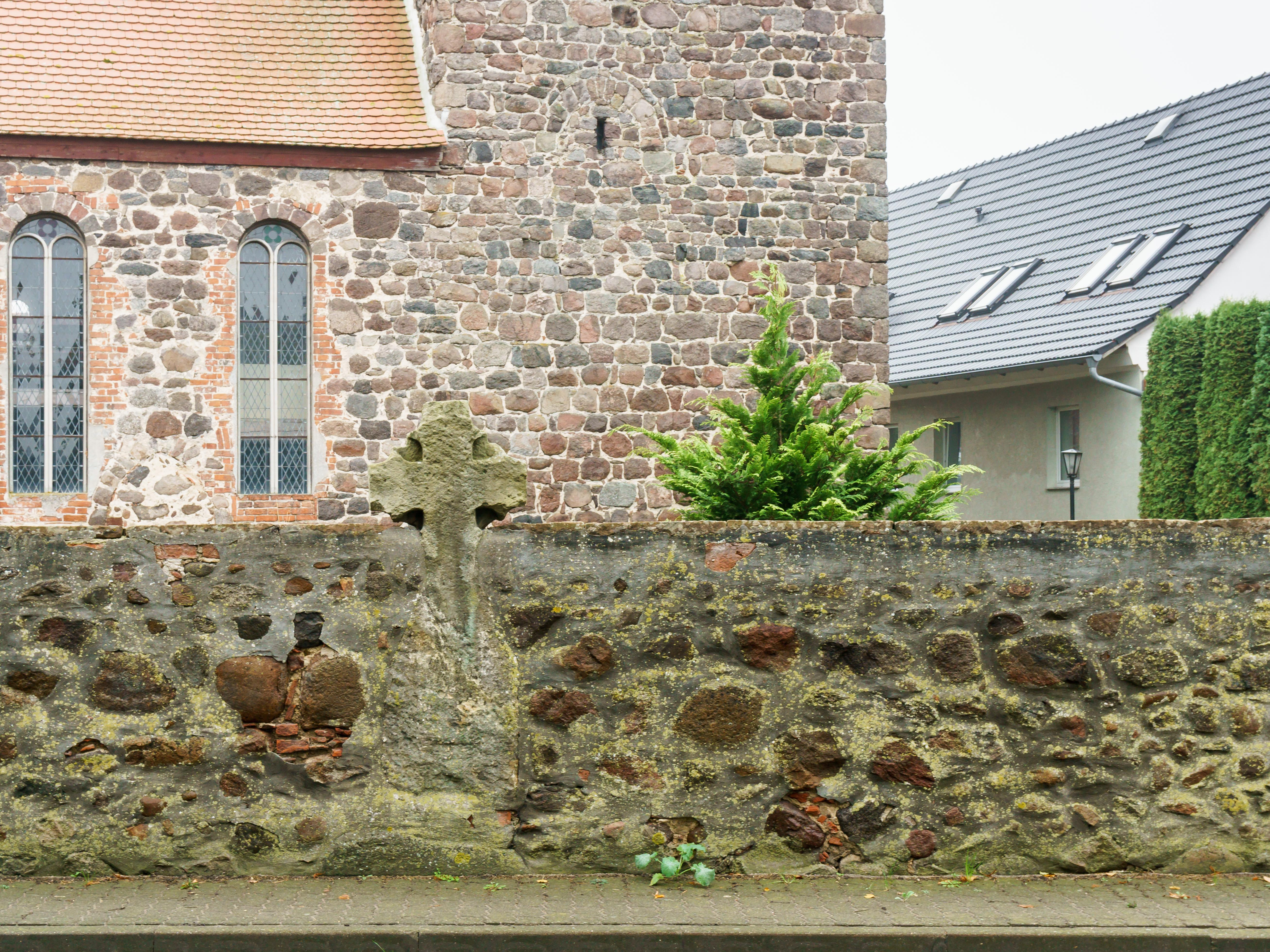
Sühnekreuz in der Friedhofsmauer

Die evangelische Dorfkirche St. Laurentius ist eine spätromanische Feldsteinkirche im Ortsteil Klein Schwechten von Rochau im Landkreis Stendal in Sachsen-Anhalt. Sie gehört zur Kirchengemeinde Klein Schwechten im Kirchenkreis Stendal der Evangelischen Kirche in Mitteldeutschland.

## Geschichte und Architektur
Die Dorfkirche Klein Schwechten ist ein stattliches spätromanisches Feldsteinbauwerk in vollständiger Anlage vom Ende des 12. Jahrhunderts, das aus einem monumentalen Westquerturm, einem rechteckigen Saal und dem eingezogenen Chor mit halbrunder Apsis besteht. Die Fenster wurden zum größten Teil bei einer Wiederherstellung in den Jahren 1857–1865 erweitert, die ursprünglichen Rundbogenfenster sind zum Teil noch zu erkennen. Vor dem Südportal ist eine Vorhalle mit einem spätgotischen Blendengiebel in Backstein angebaut. 
Das untere Geschoss des Westturms ist gewölbt und öffnet sich über eine Doppelarkade zum Schiff. Der Westturm ist durch zwei hölzerne Spitzhelme des 15. Jahrhunderts ähnlich wie bei der Marienkirche in Stendal zu einer doppeltürmigen Anlage umgedeutet.
Im Innern ist die Kirche flachgedeckt. In der Apsis finden sich spätromanische Wandmalereien, die 1932 freigelegt wurden. In der Halbkuppel ist Christus als Weltenrichter in der Mandorla umgeben von den Evangelistensymbolen, Sol und Luna sowie von Maria und Johannes dem Täufer als Fürbittern, gerahmt von einem Palmetten- und Rankenfries dargestellt. Aus der gleichen Zeit, etwa 1220, stammen die Malereien der Sockelzone, von denen drei Arkadenbögen teilweise erhalten sind, in denen das Martyrium des Heiligen Laurentius und ein zu einer weiteren Szene gehörender Engel dargestellt sind.
Darüber, in der Höhe der Apsisfenster, sind Reste von Malereien aus der zweiten Hälfte des 14. Jahrhunderts mit der Darstellung einer weiblichen Heiligen mit Spruchband erhalten, die 1963–1965 restauriert wurden. Im Schiff ist eine hufeisenförmige Empore aus dem 19. Jahrhundert eingebaut.

## Ausstattung
Hauptstück der Ausstattung ist ein barocker Kanzelaltar aus dem Jahr 1717, der aus einem reich geschnitzten Aufbau mit einem Gemälde des Abendmahls in der Predella und der Kreuzigung im Aufsatz sowie seitlichen Durchgängen besteht. Ein Taufengel stammt ebenfalls aus der Zeit des Barock. Die blockhafte, massige Taufe in spätromanischem Stil entstammt dem 12. Jahrhundert.
Mehrere Epitaphe sind schließlich zu erwähnen. Ein Epitaph ist für die Kinder des Erbschenken Christoffel von Lützendorf († 1570) Friedrich, Judith, Maria und Ingeborg mit einem Flachrelief in Sandstein, auf dem unter einer flachbogigen Arkade in Renaissanceform ein Kruzifix mit drei davor knienden Kindern und einer jungen Frau dargestellt sind. Ein weiteres Epitaph ist für Christof von Rochow († 1577) mit einem Gemälde des vor dem Gekreuzigten betenden Verstorbenen mit der Stadt Jerusalem in Hintergrund. Ein drittes frühbarockes Wappenepitaph für Christof von Bülow († 1681) ist mit reichem Trophäenschmuck ausgestattet.
In die Friedhofsmauer ist ein mittelalterliches Sühnekreuz eingelassen.